# Quermanxá
Quermanxá (em curdo: Kirmaşan; em persa: کرمانشاه; romaniz.: Kermanshah) é a capital da província de Quermanxá, no Irã. Localiza-se no oeste do país, na fronteira com o Iraque. Entre 1979 e os anos 90, a província era conhecida como Baquistarão (Bakhtaran). A sua população é estimada em 851 405 habitantes (2005), majoritariamente curdos de diferentes tribos. A cidade foi fundada no século IV pelo Império Sassânida.

## Personalidades
- Doris Lessing (1919-2013), prémio Nobel da Literatura de 2007